# Stefan Weinfurter
Stefan Weinfurter (ur. 24 czerwca 1945 w Prachaticach, zm. 27 sierpnia 2018 w Mainz) – niemiecki historyk, mediewista.
Był profesorem Katolickiego Uniwersytetu w Eichstätt i Ingolstadt (1982–1987), Uniwersytetu Jana Gutenberga w Moguncji (1987–1994), Uniwersytetu Ludwika i Maksymiliana w Monachium (1994–1999) oraz Uniwersytetu Ruprechta i Karola w Heidelbergu (1999–2013).

## Wybrane publikacje
- Salzburger Bistumsreform und Bischofspolitik im 12. Jahrhundert. Der Erzbischof Konrad I. von Salzburg (1106–1147) und die Regularkanoniker (= Kölner Historische Abhandlungen. Bd. 24). Böhlau, Köln u. a. 1975, ISBN 3-412-00275-5 (Zugleich: Köln, Univ., Diss., 1973).
- als Herausgeber: Consvetvdines canonicorvm regvlarivm Springirsbacenses-Rodenses (= Corpus Christianorum. Continuatio Mediaevalis. Vol. 48, ZDB-ID 842710-0). Brepols, Turnhout 1978 (Text lateinisch, Vorwort und Einleitung deutsch).
- als Herausgeber: Die Geschichte der Eichstätter Bischöfe des Anonymus Haserensis (= Eichstätter Studien. NF Bd. 24). Edition – Übersetzung – Kommentar. Pustet, Regensburg 1987, ISBN 3-7917-1134-2.
- Herrschaft und Reich der Salier. Grundlinien einer Umbruchzeit. Thorbecke, Sigmaringen 1991, ISBN 3-7995-4131-4 (3. Auflage. ebenda 1992; in englischer Sprache: The Salian century. Main currents in an age of transition. Translated by Barbara M. Bowlus. Foreword by Charles R. Bowlus. University of Pennsylvania Press, Philadelphia PA 1999, ISBN 0-8122-3508-8).
- Heinrich II. (1002–1024). Herrscher am Ende der Zeiten. Pustet, Regensburg 1999, ISBN 3-7917-1654-9 (3., verbesserte Auflage. ebenda 2002).
- Das Jahrhundert der Salier. (1024–1125). Thorbecke, Ostfildern 2004, ISBN 3-7995-0140-1 (Unveränderter Nachdruck. ebenda 2008, ISBN 978-3-7995-4105-3).
- Canossa. Die Entzauberung der Welt. Beck, München 2006, ISBN 3-406-53590-9.
- Das Reich im Mittelalter. Kleine deutsche Geschichte von 500 bis 1500. Beck, München 2008, ISBN 978-3-406-56900-5 (2., durchgesehene und aktualisierte Auflage. ebenda 2011).
- Karl der Große. Der heilige Barbar. Piper, München 2013, ISBN 3-492-05582-6.

## Publikacje w języku polskim
- Niemcy w średniowieczu 500–1500. Tł. Agnieszka Gadzała. Warszawa: Wydawnictwo Naukowe PWN 2010.